# The Fugitive (film, 1913, France)
Pour les articles homonymes, voir The Fugitive.
Pour plus de détails, voir Fiche technique et Distribution.
The Fugitive est un film muet américain réalisé par Charles H. France et sorti en 1913.

## Fiche technique
- Titre original : The Fugitive
- Réalisation : Charles H. France
- Scénario : T.W. Robertson
- Photographie :
- Montage :
- Producteur : William Selig
- Société de production : Selig Polyscope Company
- Société de distribution : General Film Company
- Pays d'origine :  États-Unis
- Langue : film muet avec les intertitres en anglais
- Format : Noir et blanc — 35 mm — 1,33:1 — Muet
- Genre : Film dramatique
- Durée :
- Dates de sortie : 
  -  États-Unis : 13 mars 1913

## Distribution
- John Lancaster : le juge Boodle
- Lillian Leighton : Mme Boodle
- Palmer Bowman : Charley Cheddar
- Darel Goodwin : Hannah, la sœur de Charley